# Školjka (Kraigher)
Školjka je drama Alojza Kraigherja, ki jo je napisal leta 1911.

## Osebe
- Pepina
- Tonin, njen mož
- Maks, njegov brat, jurist
- Olga, prijateljica Pepine
- Dr. Podboj, zdravnik
- Dr. Lubin, advokat
- Strelovka, mačeha Pepine
- Trgovski vajenec

## Vsebina

### 1. dejanje
Pepino je prvi ljubimec, cinični in lahkoživi Lubin, hudo ranil, iz razočaranja se je poročila s Toninom, vendar njun zakon ni srečen. Tonin svoje ljubezni ne zna pokazati drugače kot z ljubosumnostjo, ona pa moža prezira in hrepeni po pravi ljubezni; to doživi ob srečanju z Maksom, ki je prišel za daljši čas na obisk. Maks hitro podleže njenim čarom, a se mu kmalu začne oglašati vest, Pepini skuša dopovedati, da je njun odnos greh in da ga morata končati. Pepina ga sploh ne razume, vpričo Olge pred njim razgrne vse svoje življenje: očeta je zalotila s sosedovo deklo, z Lubinom je doživela greh, izgubila vse iluzije, postala je rafinirana in zlobna - tlačan se je dvignil in šibal gospodarja, moškega, ta pa se je plazil po tleh ... toda zdaj zares ljubi, pognala se je v valove za školjko z biserom in ne more več nazaj, gori od nestrpnosti, da bi vstopila v obljubljeno deželo! Toda Maksa njena silovitost straši, še razlog več ima, da razmerje prekine.

### 2. dejanje
Tonin je povabil Lubina zaradi neke pravde, zdaj pa je na gosta ljubosumen, z ženo se kar naprej prepirata. Lubin res poskuša Pepino znova osvojiti, a ga ona ogorčeno zavrne. Vsa je posvečena Maksu, ne more sprejeti življenja brez njega - kajti ljubezen jo je očistila vse gnusne preteklosti in človek ima vendar pravico do sreče! Maks ji odgovarja s samospoznanjem, ki je preračunljivo in bridko obenem: strast in poželenje sta ga preplavila in odnesla s seboj, zdaj pa je hudournik presahnil in oglasila sta se premislek in strah pred kaznijo; zagledal se je v zrcalu lopova, tak je, kakor so drugi! Pepina mu ne verjame, toda ko njega spet popade poželenje, da v trenutku pozabi na vse dobre sklepe, spozna, da jo ljubi z mesom, ne z dušo; njeno upanje se zruši, v obupu pobegne.

### 3. dejanje
Maks in Tonin se razgovorita o generacijskih razlikah: nagoni in strasti so isti pri vseh, le da so starejši brezobzirno uživali v mesu, mlajši pa se grejo umetniško stilizacijo, povzdigujejo dušo in porabljajo energijo za izgovore in sanjarije. Tonin bratu prizna, da Pepino noro ljubi, obseden je od nje, z muko gleda njeno nedostopnost, njena pričakovanja, da bo končno našla pravega, in razočaranja, ko se izkaže, da pravega ni ... če bi ga našla, bi ga ubil ... ne, ubil bi njo! Maks je pretresen, brat mu je blizu, vendar mu svoje razmerje s Pepino gladko utaji. Njun pogovor prekine družba, razvije se debata o ljubezni, ženski emancipaciji, razlikah med spoloma. Podboj, prej razuzdan cinik, je našel pravo ljubezen, oznani, da bo zapustil družbo in očiščen začel novo življenje, ki bo popolno zlitje dveh duš, ne le spoj teles v minljivi strasti; prava ljubezen je pod patronatom duše in je večna, k tej stopnji se usmerja že razvoj same narave, tisti pa, ki poznajo le poželenje mesa, so petelini, zaostali na nižji stopnji. Lubin protestira: gre le za različne strategije in taktike na poti do užitka. Tedaj vstopi Pepina, v mrzlem obupu se brezobzirno izpove: spala je z vsemi prisotnimi moškimi, zadnji je bil Maks, ta jo je iz nebes vrgel na zemljo, da se je ubila, zdaj je mrtva, zdaj pride samo še blato in sodrga ... Tonin njenega priznanja ne prenese, plane iz sobe in se ustreli. Navzoče prevzame groza, Pepina pa le mrtvo skomigne z rameni: "Radi take bagatele ... jaz mu ne morem pomagati."